# カタリナ・ヴィット
- カタリナ・ヴィット
- カタリーナ・ヴィット
- カタリナ・ビット

カタリナ・ヴィット（Katarina Witt、1965年12月3日 - ）は、1980年代から1990年代にかけて活躍したドイツのフィギュアスケート選手（女子シングル）。日本語では姓をビットと表記する場合もある。1984年サラエボオリンピック金メダリスト。1988年カルガリーオリンピック金メダリスト。世界選手権4度優勝、欧州選手権6連覇。女子シングル史上初の3回転フリップジャンプ成功者。

## 経歴

### アマチュア時代
東ドイツ・西ベルリンからほんのわずかの距離にあるシュターケンで生まれた。カール＝マルクス＝シュタット（現ケムニッツ）の学校に通い、その後スポーツ選手の養成校に入学した。1977年にはユッタ・ミュラーの指導を受けるようになった。1981年に西ドイツのマヌエラ・ルーベンがともに女子選手として初めて3回転フリップジャンプに成功した。
1984年サラエボオリンピックではコンパルソリー3位で通過しショートプログラムで3トゥループ+2ループのコンビネーションで暫定1位になる。対する1983年世界チャンピオンのロザリン・サムナーズはコンパルソリー1位であったが、ショートプログラムで2アクセルをバランスを崩して両足着氷になり、ショート単独では5位になる。フリープログラムでヴィットはトゥループ2回、サルコウ1回、計3回の3回転ジャンプを成功させ、サムナーズを破って金メダルを獲得した。フリーの演技では、2人は1位支持のジャッジを同数獲得した0.1点差の勝利であった。1984年、1985年の世界選手権連覇する。
1986年世界選手権ではコンパルソリー3位で通過するも、ショートプログラムのコンビネーションで、3トゥループ+2ループを大きくバランスを崩して手をついてしまう。ショート単独では4位となる。その後フリープログラムでは1位となったが、総合でデビ・トーマスに敗れて2位となる。
1987年の世界選手権では、前年にデビ・トーマスに奪われた世界女王の座に返り咲いた。規定で5位と出遅れたヴィットに対してトーマスは、ショートプログラム、フリー共に2位でも優勝できるところであったが、トーマスはショートプログラムで2アクセルで手をつくミスを犯しショートで7位となる。順位点が接近してフリーでの2人の対決が実現した。ヴィットはトリプルループを含む5つの3回転ジャンプ（ループ1回、サルコウ2回、トゥループ2回）を決めてフリーで1位となった。

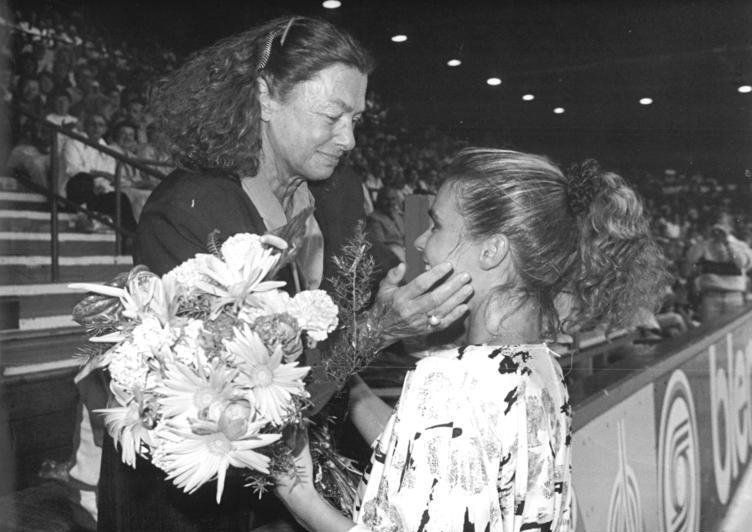
ユッタ・ミュラー（左）とカタリナ・ヴィット（右）。1988年。

1988年カルガリーオリンピックでも、ヴィットとデビ・トーマスの2人の直接対決は大きな注目を浴び、共にジョルジュ・ビゼーのカルメンを使用曲にした2人の争いはカルメン対決とも評された。カルガリー五輪女子シングル本番では、規定・ショートプログラムを終えた時点でトーマス（順位点2.0）が1位、ヴィットが2位（順位点2.2）、3位は地元カナダのエリザベス・マンリー（順位点3.6）がつけていた。迎えたフリースケーティングで、先に滑ったヴィットは4つの3回転ジャンプは成功したものの、トリプルループジャンプがダブルループとなる失敗。ヴィットが暫定トップに立つも、最終滑走者のトーマスに金メダルのチャンスが回った。しかしトーマスはプレッシャーからか5回の3回転ジャンプのうち3回も失敗してしまい、それが響いて銅メダルに終わる。フリースケーティングのみ演技ではノーミスだったエリザベス・マンリーがトップだったが、総合順位点ではわずかにヴィットが上回ったため、ヴィットがソニア・ヘニー（五輪3連覇を達成）以来史上2人目となるオリンピック2回目の金メダルを獲得した（総合順位点・1位ヴィット4.2、2位マンリー4.6、3位トーマス6.0）。
同1988年世界選手権でも通算4個目の金メダルを獲得した後、アマチュア選手としての現役引退を表明。1989年、共産主義国であった東ドイツでは異例ともいえるプロスケーターに転向した。
全盛期のヴィットが持つカリスマ性は凄まじく、特に1983−1984年のシーズンから引退する1987−1988年のまでの4シーズンでオリンピック2大会を含めた世界選手権、ヨーロッパ選手権、東ドイツ選手権、1983−1984年のカナダ選手権、1986−1987年のNHK選手権、1987−1988年の同じくNHK選手の計20大会に出場し、19大会で優勝している。唯一2位となったのが1986年の世界選手権であった。

### プロ転向後
カルガリー五輪男子シングル・金メダリストのブライアン・ボイタノとヴィットとのツアーは10年間続き、ニューヨークのマディソン・スクエア・ガーデンで行われたアイスショーのチケットは売り切れた。
1989年にはベルリンの壁崩壊後、東ドイツは西ドイツに編入されドイツ連邦共和国となる。統一後、ビットは旧西側メディアからの批判にさらされたのでしばらくアメリカにスケート活動の拠点を移すことになる。翌1990年にエミー賞を受賞した『氷上のカルメン』(Carmen on Ice)は、日本でも放映された。
プロの出場が解禁された1994年リレハンメルオリンピックの代表選出を目指し、ドイツ選手権では優勝したタニヤ・シェフチェンコに次いで2位、欧州選手権では8位に入り、2大会ぶり通算3回目の冬季五輪出場を決める。そのリレハンメル五輪女子シングル本番ではテクニカル（現・ショート）プログラムで6位となり、辛うじてフリースケーティングの最終グループに入り、さらに女子シングル・フリー演技での最終滑走者となった。そのフリーではジャンプのミスが響いて総合結果は7位入賞に留まり、冬季五輪合計3個目の金メダル獲得はならなかった。それでもフリー演技での反戦歌である『花はどこへ行った』の曲に乗せ、かつての栄光の場となりながらユーゴスラビア紛争により戦火に破壊されたサラエヴォへの思いを込めながらの披露に、リレハンメルの観客からは大勢の拍手喝采を浴びていた。

### その他の活動
1995年に世界フィギュアスケート殿堂入りを果たした。1996年には映画『ザ・エージェント』にカメオ出演、1998年にはPLAYBOY12月号でヌードを披露した。この年映画『RONIN』に出演、テレビシリーズの『V.I.P.』では悪女を演じた。2005年に、彼女の経験を元に架空の若いフィギュアスケート選手を指導する小説『Only with Passion』を出版した。
2008年3月4日夜にドイツのハノーファーで行われたアイスショーで、代名詞ともいわれた「カルメン」を舞い、プロスケーターを引退した。
2018年冬季オリンピックの開催地選考の際には、予定地に立候補したミュンヘンの招致委員会会長を務めた。他の立候補地であった韓国・平昌の広報大使が同じく女子フィギュア五輪金メダリストのキム・ヨナであったことから、「新旧女王対決」として大きな注目を集めた。

## エピソード
- 東ドイツの国家秘密警察であるシュタージは、当時国外に出ることが多いスポーツ関係者に注目し、多くの情報提供を強要した。ヴィットもその一人であった。後世出版した自伝の中で、自らの私生活をすべて国家文書として記録されていたことや、シュタージの協力者として情報提供を求められていたことなどを告白した[6]。また、エーリッヒ・ホーネッカー体制のアイドルと称されていたため、ホーネッカーはヴィットの美しい容姿を好み、スポーツだけでなく、東ドイツの広告塔として政治的にも利用することも多かった。
- 彼女は現役時代、フィギュアスケートの衣装についても革新的な試みを行い、国際スケート連盟が規定する衣装についての規則にも大きな影響を与えた。1988年のカルガリー五輪のフィギュアスケート・女子シングルの競技前に、カナダのコーチがヴィットの衣装が露出過剰であると文句をつけたことがあった。しかし当のヴィットは、「美しさはアイススケートの一部。それに男性の方は誰だって、ゴムまりみたいな人[注釈 1]よりきれいな体をした女性を見る方がいいでしょう」[7] と語りその批判意見をかわした[8]。
- 2024年現在、ベルリン近郊でスポーツジムを経営している。旧東ドイツの体制について支持していた過去を隠すことはなく、誇りをもって語っている。[2]

## 主な競技歴
| 大会/年        | 78-79 | 79-80 | 80-81 | 81-82 | 82-83 | 83-84 | 84-85 | 85-86 | 86-87 | 87-88 | 93-94 |
| -------------- | ----- | ----- | ----- | ----- | ----- | ----- | ----- | ----- | ----- | ----- | ----- |
| オリンピック   |       |       |       |       |       | 1     |       |       |       | 1     | 7     |
| 世界選手権     |       | 10    | 5     | 2     | 4     | 1     | 1     | 2     | 1     | 1     |       |
| 欧州選手権     | 14    | 13    | 5     | 2     | 1     | 1     | 1     | 1     | 1     | 1     | 8     |
| 東ドイツ選手権 | 3     | 2     | 1     | 1     | 1     | 1     | 1     | 1     | 1     | 1     |       |
| ドイツ選手権   |       |       |       |       |       |       |       |       |       |       | 2     |

## プログラム使用曲
| シーズン  | SP                                                  | FS                                                                           | EX                                                          |
| --------- | --------------------------------------------------- | ---------------------------------------------------------------------------- | ----------------------------------------------------------- |
| 1993-1994 | 映画『ロビン・フッド』より 作曲: マイケル・ケイメン | 花はどこへ行った 作曲: ピート・シーガー 編曲: バート・バカラック             |                                                             |
| 1987–1988 | La Cage aux Folles 作曲: Jerry Herman               | 歌劇『カルメン』より 作曲: ジョルジュ・ビゼー                                | Bad 作曲: マイケル・ジャクソン                              |
| 1986–1987 | イン・ザ・ムード 演奏:グレン・ミラー                | ウエストサイドストーリー 作曲: レナード・バーンスタイン                      | ヘルナンドス・ハイダウェイ （映画 パジャマ・ゲーム）        |
| 1985–1986 | キャラバン                                          | ウエストサイドストーリー 作曲: レナード・バーンスタイン                      | フレンチ・カンカン                                          |
| 1984–1985 | フラメンコファンタジー                              |                                                                              | La Malagueña                                                |
| 1983–1984 | チャルダッシュ 作曲: ヴィットーリオ・モンティ       | アイ・ガット・リズム Embraceable You Mona Lisa 作曲:ジョージ・ガーシュウィン | Die Juliska aus Budapest from Maske in Blau by Fred Raymond |

## 著書
- カタリナ・ヴィット（著）、畔上司（訳）『メダルと恋と秘密警察―ビットが明かす銀盤人生』（文藝春秋、1994年）

## テレビ
- 「シリーズ・世紀を刻んだ歌 花はどこへ行った　～静かなる祈りの反戦歌～」（2000年、NHK）
- 「ダンシング・オン・アイス」審査員（2012年、ITV）[9]